# Pohleď
Pohleď (en allemand : Pochled) est une commune du district de Havlíčkův Brod, dans la région de Vysočina, en République tchèque. Sa population s'élevait à 70 habitants en 2020.

## Géographie
Pohleď se trouve à 4 km à l'est-sud-est de Světlá nad Sázavou, à 12 km au nord-est de Havlíčkův Brod, à 31 km au nord-nord-est de Jihlava et à 87 km au sud-est de Prague.
La commune est limitée par Příseka au nord-ouest, par Malčín au nord-est, par Lučice à l'est, par Okrouhlice au sud-est et par Nová Ves u Světlé au sud-ouest.

## Histoire
La première mention écrite de la localité date de 1400.